# Bear McCreary
Bear McCreary (ur. 17 lutego 1979 w Fort Lauderdale na Florydzie) – amerykański muzyk i kompozytor znany głównie z muzyki filmowej. Studiował w USC Thornton School of Music. Jego nauczycielem był Elmer Bernstein.
Bear McCreary napisał muzykę do 4 serii odnowionej wersji serialu Battlestar Galactica. Jest również kompozytorem muzyki do serii Terminator: Kroniki Sary Connor oraz seriali Caprica, Żywe trupy, Constantine i Piraci, a także takich filmów jak The Boy, Step Up 3-D, Droga bez powrotu 2, Ostatni postój, Ostatni postój II: Nie oglądaj się za siebie i Raport z Europy.